# Dave Rodgers (Italiaans musicus)
Dave Rodgers (echte naam: Giancarlo Pasquini, 21 februari 1963) is een Italiaanse songtekstschrijver, componist en producer. Dave Rodgers is geboren in Mantua, hij is begonnen in de band Aleph. Sindsdien heeft hij vooral naamsbekendheid gekregen in Japan door het Eurobeat-genre.  Door de bekende anime- en arcadespellenserie Initial D heeft dit genre een flinke populariteitsimpuls gekregen. Dave heeft meerdere platina albums.
Hij is ook de eigenaar van het Eurobeat Label A-Beat C. Door velen wordt hij genoemd als de Godfather van de Eurobeat muziek. Vele nummers geproduceerd door Dave zijn hits geworden, met name in Japan, waaronder de nummers SpaceBoy door hemzelf, Sunday gezongen door Nuage, en I Wanna Dance door Domino. Onder anderen heeft hij samengewerkt met de serie Initial D waar hij een best beroemd nummer heeft gemaakt genaamd Deja Vu.
Niet lang geleden heeft Dave Rodgers een nieuwe cd uitgebracht met de naam: Blow Your Mind. Deze cd bevat meer rock.